# Kawit

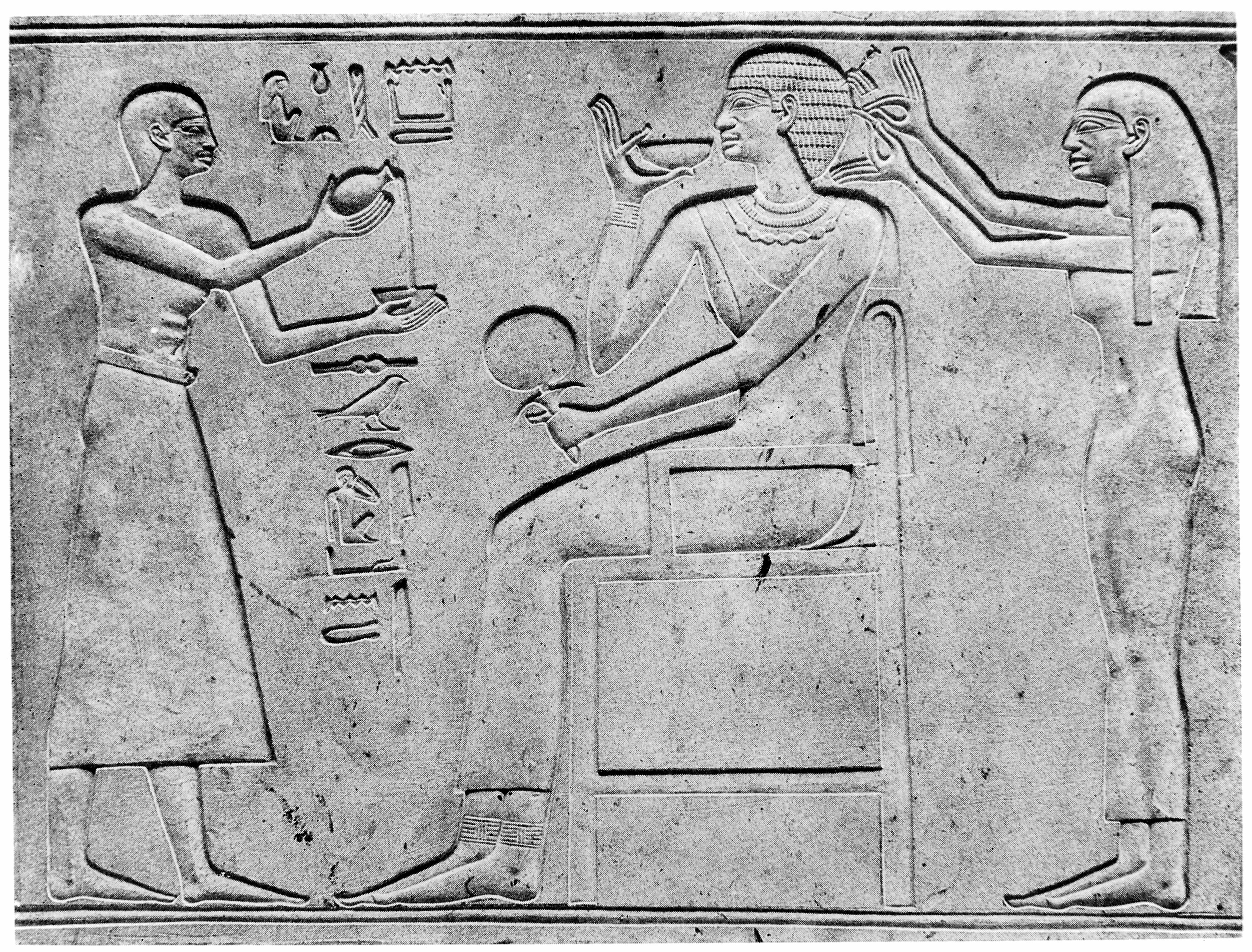
Kawit

Kawit ókori egyiptomi királyné volt a XI. dinasztia idején, II. Montuhotep fáraó egyik alacsonyabb rangú felesége. Sírját (DBXI.9) és díszített kis kápolnáját II. Montuhotep Dejr el-Bahari-ban lévő halotti templomában találták meg, a központi építmény mögött, a nyugati kerengők alatt, öt hasonlóan eltemetett másik másik hölgyével – Asait, Henhenet, Kemszit, Szadeh és Majet – együtt. A fáraó uralkodásának második harmadában hunyt el. Vele együtt négyen viseltek királynéi címet a hat nő közül, és legtöbbjük Hathor papnője volt, ezért felmerült, hogy a király az istennő kultuszának hódolva temette őket saját halotti templomába, de az is lehet, hogy nemesek lányai voltak, akiket a király az ellenőrzése alatt kívánt tartani.
Fennmaradt szép kőszarkofágja, mely ma a kairói Egyiptomi Múzeumban található. Rajta a királynét rövid hajjal ábrázolják, amint széken ül és szolgálója épp a frizuráját igazgatja. A szarkofágon csak papnőként és „királyi ékszer”-ként említik (ezt a címet előkelő hölgyek viselték a királyi udvarban), királynéként csak kápolnája dekorációján említik. A sírban hat miniatűr fakoporsóban kis viaszfigurákat is találtak, melyek Kawitot ábrázolták; ezek talán az usébtifigurák korai változata.
Címei: A király szeretett felesége (ḥmt-nỉswt mrỉỉ.t=f), Királyi ékszer (ẖkr.t-nỉswt), Egyetlen királyi ékszer (ẖkr.t-nỉswt wˁtỉ.t), Hathor papnője (ḥm.t-nṯr ḥwt-ḥrw).